# 팽형

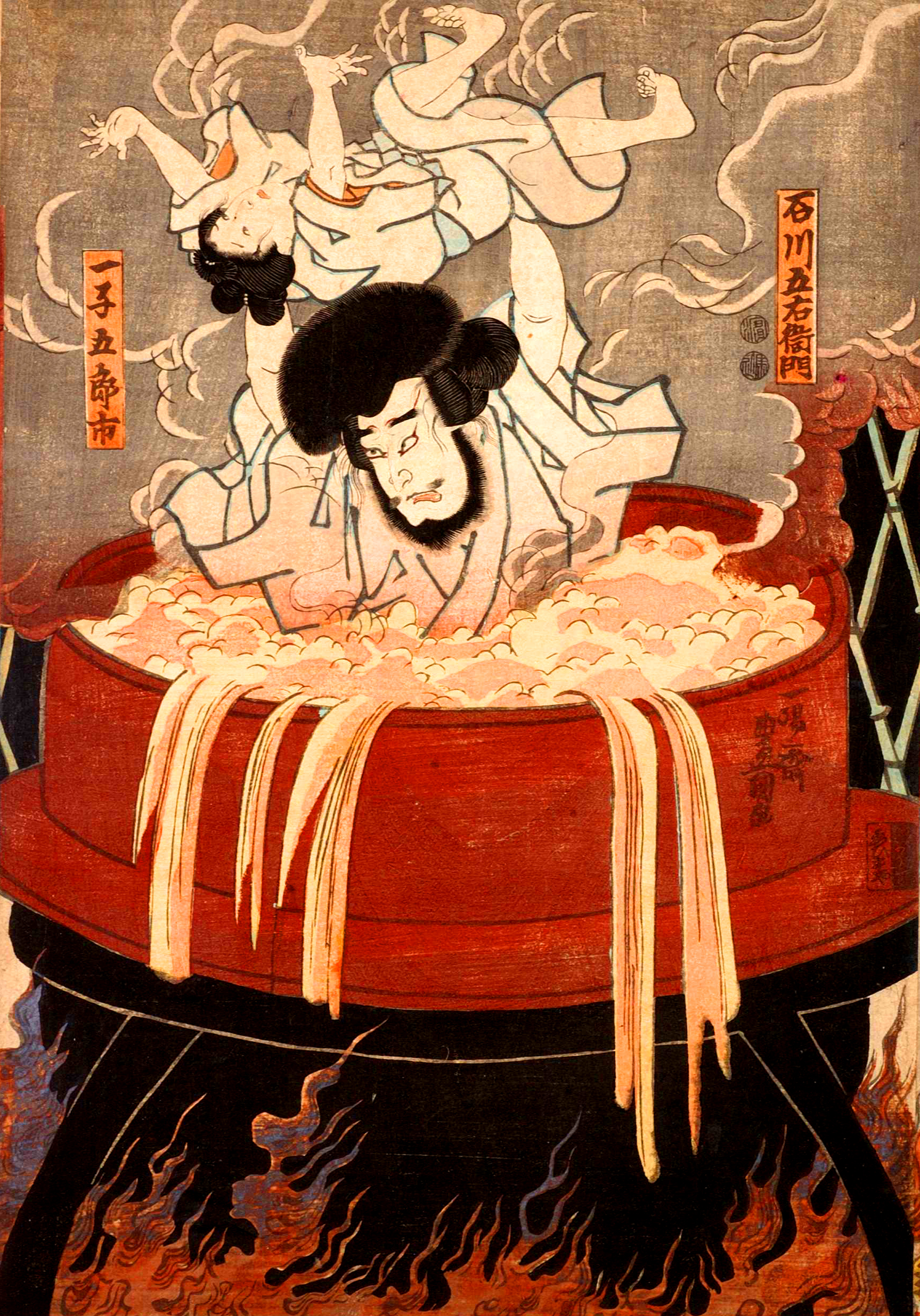
이시카와 고에몬의 팽형.

팽형(烹刑, 영어: death by boiling)은 고대 형벌 중 하나로, 말 그대로 삶아 죽이는 사형이다. 끓는 물에 박거나, 불타는 기름가마에 던져서 죽인다. 모사 역이기가 이 형벌로 죽었다.
한국에서의 팽형은 조선 시대에 이르러 명예형으로 바뀌어 실제적으로 삶아 죽이는 것이 아닌, 그냥 올려만 놓은 가마솥에 해당 죄인이 들어갔다가 나오는 것이 되었다.